# Kikaijima
Kikaijima (jap. 喜界島)  ist eine Insel in der Präfektur Kagoshima, Japan. Sie gehört zu den Satsunan-Inseln, ist Teil des Amami-Archipels und gehört auch zu der übergeordneten Ryukyu-Inselkette. Das Kanji 島 (Umschrift: Jima bzw. Shima) bedeutet Insel, daher gibt es im Deutschen noch die Schreibweisen: Kikaishima oder Insel Kikai.

## Geographie, Geologie
Kikaijima ist von den anderen Amami-Inseln isoliert und liegt etwa 25 Kilometer (13 Seemeilen) östlich von Amami-Ōshima und etwa 380 Kilometer (210 Seemeilen) südlich der Südspitze von Kyūshū. Es ist die östlichste Insel der Amami-Kette. Verglichen mit Amami-Ōshima und Tokunoshima ist Kikaijima eine relativ flache Insel, deren höchster Punkt Hyakunodai 204 Meter über dem Meeresspiegel liegt. Es handelt sich um eine erhöhte Koralleninsel mit Kalksteinfelsen, die die Aufmerksamkeit von Geologen auf sich zieht, da sie eine der am schnellsten wachsenden Koralleninseln der Welt ist.
Die Insel hat eine Fläche von 56,93 Quadratkilometern und eine Bevölkerung von etwa 7.657 Menschen (Stand 2013). Administrativ liegt die Insel mit Stadt Kikai in der Präfektur Kagoshima. Ein Teil der Insel liegt innerhalb der Grenzen des Amamiguntō-Nationalparks.

## Klima
Das Klima der Insel wird als feucht-subtropisch eingestuft (Köppen-Geiger-Klassifikation Cfw) mit sehr warmen Sommern und milden Wintern. Die Regenzeit dauert von Mai bis September. Die Insel ist häufigen Taifunen ausgesetzt.
|                        | Jan   | Feb   | Mär   | Apr   | Mai   | Jun   | Jul   | Aug   | Sep   | Okt   | Nov   | Dez   |   |         |
| Mittl. Temperatur (°C) | 15,6  | 16,1  | 17,4  | 19,8  | 22,7  | 25,5  | 28,4  | 28,6  | 27,4  | 24,7  | 21,2  | 17,5  | ⌀ | 22,1    |
| Mittl. Tagesmax. (°C)  | 18,5  | 19,2  | 20,6  | 22,9  | 25,8  | 28,2  | 31,5  | 32,0  | 30,6  | 27,8  | 24,2  | 20,3  | ⌀ | 25,2    |
| Mittl. Tagesmin. (°C)  | 12,6  | 13,0  | 14,3  | 16,6  | 19,9  | 23,5  | 26,0  | 26,0  | 24,7  | 22,0  | 18,4  | 14,6  | ⌀ | 19,3    |
|                        |       |       |       |       |       |       |       |       |       |       |       |       |   |         |
| Niederschlag (mm)      | 119,4 | 105,0 | 151,1 | 146,6 | 215,1 | 304,3 | 124,8 | 150,9 | 213,9 | 171,1 | 126,0 | 102,7 | Σ | 1.930,9 |

| 12,6 |

| 13,0 |

| 14,3 |

| 16,6 |

| 19,9 |

| 23,5 |

| 26,0 |

| 26,0 |

| 24,7 |

| 22,0 |

| 18,4 |

| 14,6 |

| 12,6 |

| 13,0 |

| 14,3 |

| 16,6 |

| 19,9 |

| 23,5 |

| 26,0 |

| 26,0 |

| 24,7 |

| 22,0 |

| 18,4 |

| 14,6 |

## Flora und Fauna
Aufgrund der relativen Isolation beherbergt Kikaijima mehrere seltene Arten, die auf der Insel selbst oder allgemeiner im Ryukyu-Archipel endemisch sind, z. B. Eidechsen wie Plestiodon oshimensis. Diploderma polygonatum kommt auch auf Kyūshū und im Norden Taiwans vor. Auch Schmetterlingsarten wie die Weiße Baumnymphe, Ideopsis similis und Parantica sita überwintern hier. Es handelt sich jedoch um eine der wenigen Inseln in der Amami-Kette, auf der die giftige Habu-Viper nicht heimisch ist.

## Ökonomie
Die Wirtschaft der Insel basiert auf der Landwirtschaft (hauptsächlich Zuckerrohr und Zitrusfrüchte) sowie der kommerziellen Fischerei, aber auch der saisonale Tourismus spielt eine gewisse Rolle. Die Industrie beschränkt sich auf die Zuckerraffinierung und die Produktion des Branntweins Shōchū.

## Verkehrsanbindung
Kikaijima ist durch regelmäßige Fährverbindungen mit Kagoshima, Amami-Ōshima und verschiedenen Amami-Inseln verbunden (Schiffe Kikai und  Amami).
Der Flughafen Kikai verbindet die Insel per Flugzeug mit Amami-Ōshima und Kagoshima.

## Militärische Bedeutung
Die japanischen maritimen Selbstverteidigungsstreitkräfte (JMSDF) unterhalten auf der Insel eine wichtige Aufklärungs-Station, die über ein großes kreisförmig angeordnetes Wullenwever-Antennenarray verfügt. Die Station wurde 2006 eröffnet und gilt als wichtiger Bestandteil des JOSIS (JMSDF Ocean Surveillance Information System) der Streitkräfte.

## Geschichte
- 1446: Kikaijima wird in das Königreich Ryūkyū integriert.[14]
- 1609: Übergabe der Insel unter die Herrschaft des Shimazu-Klans.[14]
- 1871: Nach der Abschaffung des Han-Systems wird die Insel Teil der Präfektur Kagoshima.
- 1908: Gründung des Dorfes Kikai.
- 1919: Das Dorf Kikai wird in zwei Teile geteilt: Kikai und Sōmachi.
- 1941: Kikai erhält den offiziellen Status einer Stadt.
- 1946: Am Ende des Zweiten Weltkriegs wurden die Amami-Inseln von der amerikanischen Armee besetzt.[14]
- 1953: Die Insel kehrt unter japanische Souveränität zurück.[14]
- 1956: Die Stadt Kikai übernimmt das Nachbardorf Sōmachi.[14]